# کوه‌های کوکشه‌تاو
کوه‌های کوکشه‌تاو (به قزاقی: Kokshetau Mountains) یک رشته کوه در قزاقستان است که در بلندی‌های قزاق واقع شده‌است. کوه‌های کوکشه‌تاو ۹۷۰ متر بالاتر از سطح دریا واقع شده‌است.